# Дом купцов Чурина и Зверева — доходный дом купца И. В. Гребенщикова
Дом купцов Чурина и Зверева — доходный дом купца И. В. Гребенщикова (Дом А. А. Паниной) — памятник архитектуры в историческом центре Нижнего Новгорода. Построен в конце XVIII века — 1880-х годах. Здание ошибочно считалось домом купчихи А. А. Паниной и до сих пор под таким названием занесено в единый реестр объектов культурного наследия.
Занимает важное градостроительное положение в застройке старинной Рождественской улицы, закрепляя угол пересечения улицы с переулком Вахитова. Выступает характерным образцом академической эклектики в архитектуре Нижнего Новгорода.

## История
Установлено, что дом был построен купцами Чуриным и Зверевым в конце XVIII века, в связи с новой планировкой и застройкой города по регулярному плану 1780-х годов. Двухэтажный каменный дом фиксировал угол Рождественской улицы и Троицкого переулка. Главный фасад выходил на Рождественскую улицу, а боковой — на Троицкую церковь (не сохранилась). Дом был возведён по типовому образцовому проекту.
В 1820-е годы, в связи с открытием Нижегородской ярмарки, значение Рождественской улица как торгового центра возросло и она начала застраиваться многочисленными торговыми лавками и жилыми домами. В этот период к боковому западному фасаду дома был пристроен объём с двумя торговыми лавками. Одна из лавок имела большие размеры и была перекрыта сводами (не сохранились), опиравшимися на центральный массивный столб.
Кравевед Н. Ф. Филатов ошибочно определял владелицу дома и время его постройки: Акулину Андреевну Панину и надстройку 1843 года по проекту нижегородского архитектора А. А. Пахомова. На самом деле, А. А. Панина владела соседним участком (пер. Вахитова, № 8), перестроила дом, надстроив и объединив его существовавшие постройки в единый трёхэтажный объём, сохранившийся до настоящего времени.
Дом купцов Чурина и Зверева был расширен в середине 1830-х годов с западной стороны до границы с соседним участком. Основным элементом парадного фасада стал центральный ризалит в виде четырёх пилястрового портика. По фиксационному плану Н. Новгорода 1853 года видно, что дом занимал весь фронт участка по улице Рождественской, а к середине дворового фасада была сделана пристройка, по-видимому, лестничная клетка. Судя по фотографии А. О. Карелина 1870-х годов, двухэтажный объём дома в центральной части завершался мезонином, обращённым на улицу и двор.
В 1885 году дом перешёл во владение нижегородскому купцу Ивану Васильевичу Гребенщикову, известному бакалейщику, который в 1880-е годы вёл активное строительство дворовых построек на участке. К этому же времени, скорее всего, относится и переделка декора фасада дома в стиле эклектики, но с сохранением общих размеров здания, пилястрового портика, величины и ритма расстановки окон. Главный фасад получил помпезный вид, дополненный богатой лепниной. Завершением фасада стали крупные вазоны (сняты в ходе ремонтных работ 1980-х годов). Автор переделки не установлен.
В 1891 году владение перешло к сыну И. В. Гребенщикова — Никанору Ивановичу, и принадлежало ему вплоть до 1917 года. Дом входил в состав комплекса усадебных построек. На 1899 год в усадьбе числились: трёхэтажный каменный дом, три двухэтажных каменных флигеля, сарай, деревянный погреб, каменная одноэтажная пастильная. Главное здание усадьбы представляло собой доходный дом, первый этаж сдавался в наём под магазины, верхние этажи — под квартиры. Гребенщиковы имели в первом этаже собственный бакалейный магазин, здесь же находился магазин Г. И. Хромушенкова по продаже мебели и зеркал.
В советский период дом сохранил функциональное значение. В первом этаже располагались магазины, во втором — коммунальные квартиры.
В настоящее время на фасаде здания установлена информационная доска: «Дом купцов Чурина и Зверева — доходный дом купца И. В. Гребенщикова, построен в конце XVIII века, перестроен в середине 1830-х годов, перестроен в середине 1880-х годов. Характерный образец художественного стиля академической эклектики».